# Sukoanyar (Pakis)
Sukoanyar is een bestuurslaag in het regentschap Malang van de provincie Oost-Java, Indonesië. Sukoanyar telt 6514 inwoners (volkstelling 2010).